# Antonín Hartl
Antonín Hartl (* 11. Dezember 1885 in Kunkovice; † 19. Februar 1944 in Prag) war ein tschechischer Journalist, Publizist und Übersetzer.

## Leben
Nachdem er 1923 zum Verantwortlichen für die kulturellen Belange der Karpatenukraine im tschechoslowakischen Außenministerium wurde, widmete er sich verstärkt der Problematik der russinischen Kultur, Sprache und der Beziehung en innerhalb der damaligen Tschechoslowakei.
1912 wurde Hartl an der Karls-Universität Prag promoviert und arbeitete bis 1919 als Forscher in der Tschechoslowakischen Akademie der Wissenschaften. Nach der Entstehung der Tschechoslowakei wurde er 1923 Chefredakteur der Presseabteilung des Außenministeriums und verantwortlich für publizistische Auswertung der Bemühungen der Prager Regierung auf dem kulturellen Gebiet in der Karpatenukraine (im damaligen Sprachgebrauch auch Karpatenrussland).
Diese Aufgabe veranlasste Hartl zu weiteren Forschungen und er begann sich mit der Geschichte, Kultur und Sprache der Russinen und deren Beziehungen innerhalb des tschechoslowakischen Staates zu beschäftigen. Hartl verfasste einige Werke sowie zahlreiche Aufsätze zu diesem Thema und machte sich verdient für die Entwicklung der russinischen (und ukrainischen) Kultur in der Tschechoslowakei.
Ende der 1930er Jahre beteiligte sich Hartl zusammen mit Josef Hora, Josef Kopta, František Křelina, Jan Mukařovský und anderen Literaten als Redaktionsmitglied an der Vorbereitung des Gedenkbandes "Věčný Mácha" (Der ewige  Mácha) zu Ehren des Dichters Karel Hynek Mácha, das 1940 im Verlag ČIN erschien.
Hartl war Mitglied der Freimaurerloge "Pravda vítězí".

## Werke
(Auswahl, zusammengestellt nach Encyclopedia of Rusyn history and culture u. a.)
- Osnovy rus'koi narodnoi kulturnoi polytyky, 1923 (Russinisch)
- Kulturní život osvobozené Podkarpatské Rusi, 1924
- Podkarpatští Rusíni a my, 1930
- Literární obrození podkarpatských Rusínů v letech 1920-1930, 1930, deutsche Übersetzung 1932
- Písemnictví podkarpatských Rusínů, in: Československá vlastivěda, Bd. VII, 1933
- Pozdravení Rusínů: výbor z literatury podkarpatoruské 1920-1935 (Náš východ, sv. 2, Bratislava, 1936)
- Písemnictví podkarpatských Rusínů v XX. století, 1937
- K jazykovým sporům na Podkarpatské Rusi, 1938